# 메가프로젝트

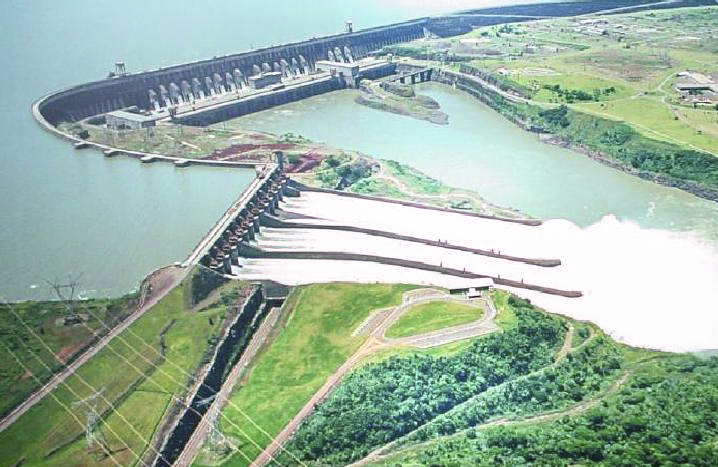
이타이푸 댐: 20세기 메가프로젝트의 한 예

메가프로젝트(영어: Megaproject)는 매우 큰 투자 사업을 말한다. 일반적으로 10억 US 달러 이상으로, 사회, 환경, 예산에 큰 영향으로 사람들의 관심을 끌 것으로 정의된다. 메가프로젝트는 교량, 터널, 고속도로, 철도, 공항, 항만, 발전소, 댐, 하수도, 경제 특구, 석유 · 천연 가스의 채굴, 공공 건축물, 정보 기술, 항공 · 우주 개발, 무기 개발이 포함된다.

## 같이 보기
- 매크로 엔지니어링
- 메가스트럭처
- 낙관적 편향